# 宇賀荘村
宇賀荘村（うがしょうむら）は、島根県能義郡にあった村。現在の安来市清瀬町、清井町、宇賀荘町、九重町、早田町、清水町、佐久保町、折坂町、野方町、吉岡町、柿谷町にあたる。

## 地理
- 河川：伯太川[1]、吉田川[2]、安田川[3]、万才川[4]、木戸川[5]
- 山岳：清水山[6]

## 歴史
- 1889年（明治22年）4月1日、町村制の施行により、能義郡清瀬村、清井村、野外村、九重村、早田村、清水村、佐久保村、折坂村、野方村、吉岡村、柿谷村が合併して村制施行し、宇賀荘村が発足[7][8]。
- 1951年（昭和26年）4月1日、能義郡安来町、能義村と合併し安来町が存続して廃止された[7][8]。

### 地名の由来
当地方の中世の荘園名による。

## 産業
- 農業

## 名所・旧跡・観光地
- 清水寺[6]

## 出身人物
- 竹内民次郎（旧姓・岩崎、酒造家）